# Marco Crespi
Marco Crespi (Varese, 2 de junio de 1962) es un entrenador italiano de baloncesto y actual entrenador del Scaligera Basket Verona.

## Trayectoria
Crespi cuenta con una dilatada carrera en el baloncesto italiano y también tiene experiencia en ACB, ya que en la temporada 2001/2002 estuvo en Sevilla, en las que completó 14 triunfos y 20 derrotas en el banquillo andaluz.
El técnico ha dirigido durante las dos temporadas al Montepaschi Sienna y fue capaz de forzar el séptimo partido en la final de la Liga Italiana frente al Olimpia Milano.
En 2014, entrena al Baskonia con un balance de dos victorias y cuatro derrotas en las seis primeras jornadas de Liga Endesa y dos triunfos y tres derrotas al término de la primera vuelta de la Euroliga. En los meses que ha estado al frente del Baskonia no terminó de imponer su estilo dentro del equipo que se ha movido a espasmos de acciones individuales y muy lejos de desplegar un juego de equipo.
En 2015, firma como entrenador del Scaligera Basket Verona.
En 2019 dirigió a la selección italiana femenina en el Eurobasket 2019.